# Дар-ес-Салам (регіон)
Дар-ес-Салам (англ. Dar es Salaam) — один з 31 регіону Танзанії.
Площа 1 393 км², за переписом на серпень 2012 року його населення склало 4 364 541 осіб.
Адміністративним центром регіону є місто Дар-ес-Салам, найбільше в Танзанії, в якому проживає 93,9 % населення регіону.

## Географія
Регіон розташований на сході країни, має вихід до Індійського океану.

## Адміністративний поділ
Регіон поділяється на 5 районів:
| Райони регіону Дар-ес-Салам | Райони регіону Дар-ес-Салам | Райони регіону Дар-ес-Салам | Райони регіону Дар-ес-Салам |
| Район                       | Населення (2012)            | Площа км²                   |                             |
| --------------------------- | --------------------------- | --------------------------- | --------------------------- |
| Ілала                       | 1 220 611                   | 210                         |                             |
| Кінондоні                   | 1 775 049                   | 527                         |                             |
| Темеке                      | 1 368 881                   | 656                         |                             |
| Кігамбоні                   | нд                          | нд                          |                             |
| Убунго                      | нд                          | нд                          |                             |
| Регіон Дар-ес-Салам         | 4 364 541                   | 1 393                       |                             |